# Галата (мост)
Мостът Галата (на турски: Galata Köprüsü) е мост, който преминава през Златния рог в Истанбул, Турция. По-специално от края на 19-ти век мостът е включен в турската литература, театър, поезия и романи. Настоящият мост Галата е само последният от поредица мостове, свързващи Eминьоню в район Фатих и Kаракьой в район Бейоулу от началото на 19 век. Сегашният мост, петият на същото място, е построен през 1994 г.
Мостът е кръстен на Галата (предишното име на Каракьой) на северния бряг на Златния рог.

## История на преодоляването на Златния рог
Първият регистриран мост над Златния рог е построен по време на управлението на Юстиниан Велики през 6-ти век, близо до района близо до стените на Теодосий в западния край на града.
През 1453 г., преди падането на Константинопол, турците сглобяват подвижен мост, като поставят корабите си един до друг през водата, така че войските им да могат да се придвижват от едната страна на Златния рог до другата.
През 1502–1503 г. султан Баязид II изисква планове за мост на сегашното място. Използвайки три добре познати геометрични принципа, пресована дъга, параболична крива и ключова арка, художникът Леонардо да Винчи проектира безпрецедентен единичен участък с дължина 240 m и 24 m широк мост през Златния рог, който, ако беше построен, щеше да се превърне в най-дългия мост в света. Амбициозният дизайн обаче не е одобрен от султана.
Друг италиански художник, Микеланджело, също е поканен да допринесе за дизайн, но отхвърля предложението и идеята за изграждане на мост през Златния рог е отложена до 19 век.
През 2001 г. малка версия на проекта на моста на Леонардо е построена близо до Осло, Норвегия от съвременния художник Vebjørn Sand, първият строителен проект, базиран на скица на Леонардо, който някога е бил конструиран.

## Мост Хайратийе
В началото на 19-ти век Махмуд II (1808–1839) построява мост по-нагоре по Златния рог, между Aзапкапъ и Ункапанъ. Този мост, известен като Хайратийе (Благодеяние), е открит на 3 септември 1836 г. Проектът е извършен от заместник лорд върховен адмирал Февзи Ахмет Паша с помощта на работниците и съоръженията на военноморския арсенал в близкия Касъмпаша. Според Историята на Лютфи този мост е построен върху свързани понтони и е дълъг около 500–540 m.

## Мост Cisr-i Cedid
През 1845 г. първият мост Галата в устието на водния път (т.е. на сегашното място) е построен от дърво по искане на Валиде султан, майката на султан Абдул Меджид I (1839–1861). Известен е като Cisr-i Cedid (Нов мост), за да се разграничи от по-ранния мост по-нагоре по Златния рог, който става известен като Cisr-i Atik (Старият мост). Той продължава да се използва в продължение на 18 години.
От страната на Каракьой на моста, е надписан куплет от поета Ибрахим Шинаси записал, че Новият мост е построен от султан Абдул Меджид I, който е първият, преминал по него. Първи под него минава френският капитан Манян с кораба си Cygne.

## Такса
Първите три дни преминаването по моста е безплатно. След това се плаща такса (mürüriye) на военноморското министерство. Събирането на пътни такси започва на 25 ноември 1845 г. и се събират следните такси:
- Безплатно: военен и правоприлагащ персонал, дежурни пожарникари, духовенство,
- 5 пара: пешеходци
- 10 пара: хора с багажи
- 20 пара: товароносими животни
- 100 пара: конски вагони
- 3 пара: овце, кози или други животни

До 31 май 1930 г. тази такса се събира от служители в бели униформи, които стоят в двата края на моста.

## Втори мост
През 1863 г. този мост е заменен с втори дървен мост, построен от Етем Пертев паша по заповед на султан Абдул Азис (1861–1876) по време на инфраструктурните подобрения, предшестващи посещението на Наполеон III в Истанбул.

## Трети мост
През 1870 г. е подписан договор с френската компания Forges et Chantiers de la Mediteranée за изграждане на трети мост, но избухването на войната между Франция и Германия забавя проекта, който вместо това е даден на британската фирма G. Wells през 1872 г. Този мост, завършен през 1875 г., е дълъг 480 м и широк 14 м и се опира на 24 понтона. Построен е на цена от 105 000 златни лири и е използван до 1912 г., когато е теглен нагоре по течението, за да замени стария мост Cisr-i Atik.

## Четвърти мост
Четвъртият мост Галата е построен през 1912 г. от немската фирма Hüttenwerk Oberhausen AG за 350 000 златни лири. Този плаващ мост е дълъг 466 м и широк 25 м. През 1992 г. той е силно повреден при пожар и е изтеглен нагоре по Златния рог, за да направи път за сегашния мост.

## Пети мост
Петият мост Галата е построен от турската строителна компания STFA само на няколко метра от предишния мост, между Kaрaкьой и Eминьоню, и е завършен през декември 1994 г. Той е проектиран и контролиран от GAMB (Göncer Ayalp Engineering Company). Това е подвижен мост, който е дълъг 490 m с основен участък от 80 m. Палубата на моста е широка 42 м и има две ленти за превозни средства и една пътека във всяка посока. Трамвайните релси, минаващи по средата му, позволяват на трамвай T1 да се движи от Баъджълар, в западните предградия, до Kабаташ, на няколко пресечки от двореца Долмабахче.
През 2003 г. поредица от ресторанти са добавени към долната страна на моста в имитация на разрушените, които са се придържали към долната страна на четвъртия мост.

## Култура
Мостът Галата отдавна действа като символична връзка между стария град Истанбул, мястото на императорския дворец и основните религиозни и светски институции на Османската империя, и модерните квартали на Бейоулу, където голяма част от жителите са били немюсюлмани и където са живели и работили чуждестранни търговци и дипломати. Както Пеями Сафа пише в романа си Фатих-Харбийе, човек, който отиде от Фатих до Харбийе през моста, преминава в различна цивилизация и култура.
Мостът се появява в повечето разкази за Константинопол от края на 19-ти век, може би най-ярко в Константинопол на Едмондо де Амичис, в който той описва пъстрата гама от герои от много раси, които могат да се видят на него. Мостът се появява и в романа на Вирджиния Улф „Орландо“, въпреки че не е съществувал през 16 век, както се предполага в книгата. Кратката книга на Герт Мак „Мостът“, публикувана през 2008 г., е изцяло посветена на моста и многото хора, които изкарват прехраната си в и около него.
Освен мястото си в художествената литература, романтичният облик на моста Галата го е превърнал в обект на много картини и гравюри.
Понякога се предполага, че играта на карти бридж е получила името си, защото британските войници, които са я изобретили, са минавали през моста Галата на път за любимите си кафенета.
|  | Тази страница частично или изцяло представлява превод на страницата Galata Bridge в Уикипедия на английски. Оригиналният текст, както и този превод, са защитени от Лиценза „Криейтив Комънс – Признание – Споделяне на споделеното“, а за съдържание, създадено преди юни 2009 година – от Лиценза за свободна документация на ГНУ. Прегледайте историята на редакциите на оригиналната страница, както и на преводната страница, за да видите списъка на съавторите. ВАЖНО: Този шаблон се отнася единствено до авторските права върху съдържанието на статията. Добавянето му не отменя изискването да се посочват конкретни източници на твърденията, които да бъдат благонадеждни. |